# Юхт, Александр Исаевич
Александр Исаевич Юхт (1 июля 1917, Киев, Российская империя – 14 марта 1995, Москва, РФ) — советский историк, историограф, архивист, доктор исторических наук.

## Биография
Александр Исаевич Юхт родился 1 июля 1917 года в Киеве в семье ремесленника. У него был старший брат Григорий (1914), пропавший без вести на фронте в 1941 году. Семья переехала под Ленинград, где Александр Исаевич начал работать на заводе им. Калинина токарем. Вскоре он поступил на рабочий факультет, а в 1937 году на исторический факультет Ленинградского государственного университета.
Окончание Юхтом истфака совпало с началом Великой Отечественной войны, на которую он ушёл добровольцем в народное ополчение. Сержант армии, командир орудия Юхт был трижды ранен, в 1944 году удостоен ордена Славы III степени и двух медалей «За отвагу», также был представлен к ордену Отечественной войны I степени к юбилею 40-летия победы.
После демобилизации в 1945 году Юхт поселился в Астрахани, где начал преподавать в Астраханском педагогическом институте им. С. М. Кирова (1945—1951) и в Астраханском вечернем университете марксизма-ленинизма при горкоме КПСС (1952—1957), занимался историей Астрахани, изучал документы архива. Свои первые работы А. И. Юхт публикует в местных астраханских изданиях. В годы «борьбы с космополитизмом» вместе с будущим известным историком Г. З. Иоффе неудачно пытался поступить в аспирантуру Ярославского пединститута. Переехав в Москву, историк работал в Центральном государственном архиве древних актов (1958—1959), а после возглавил редакцию исторической литературы в издательстве «Наука» (1960—1968). С 1968 года Юхт в Институте истории СССР АН СССР (1968—1994). Исполнял обязанности ответственного секретаря в редакции «Исторических записок», позже получив должность заместителя главного редактора. При участии Юхта было выпущено 38 томов «Исторических записок» (тома 81-118).
Был женат на историке, преподавателе МГИАИ Ирине Александровне Мироновой; двое детей.
Скончался в Москве 14 марта 1995 года. Похоронен на Останкинском кладбище.

## Исследовательские интересы
Научное творчество А. И. Юхта обозначено основными линиями его исследовательских интересов. Ранние статьи, опубликованные в периодических изданиях Армении, показывают его интерес к истории торговых связей России с восточными государствами в XVIII веке. Работы Юхта в этой области не остались незамеченными, вскоре его содержательная статья об индийской колонии в Астрахани появляется в научном журнале «Вопросы истории». Юхт публиковал научные работы, связанные с Астраханью, приведшие его к защите в 1959 году кандидатской диссертации на тему «Армянская колония в Астрахани в первой половине XVIII в.». Впоследствии историк неоднократно возвращался к этой тематике, ставшей для него неизменной составляющей научных изысканий. Монография «Государственная деятельность В. Н. Татищева в 20-х — начале 30-х годов XVIII в.» написана по материалам докторской работы и опубликована в 1985 году. В ней историк рассматривает период в деятельности астраханского губернатора, государственного деятеля и учёного В. Н. Татищева. Заключительной вехой исследовательской работы А. И. Юхта можно считать его монографию «Торговля с восточными странами и внутренний рынок России (20–60-е годы XVIII века)», опубликованную в 1994 году. По мнению А. А. Преображенского этот труд «есть то решающее звено в историографии проблемы, которого долго не было». Учёный также написал «Русские деньги от Петра Великого до Александра I», первое исследование о деньгах и монетном деле в России XVIII века.